# Đenovići
Đenovići (en serbe cyrillique : Ђеновићи) est un village du sud-ouest du Monténégro, dans la municipalité de Herceg Novi.

## Démographie

### Évolution historique de la population
| 1948 | 1953 | 1961 | 1971 | 1981 | 1991 | 2003  |
| ---- | ---- | ---- | ---- | ---- | ---- | ----- |
| 488  | 689  | 649  | 553  | 774  | 887  | 1 272 |